# 田嬰
田 嬰（でん えい、生没年不詳）は、中国戦国時代の斉の公族、政治家。姓は嬀、氏は田、諱は嬰。諡号は靖郭君。威王の末子。子は孟嘗君（田文）ら。

## 概要
威王・宣王に宰相として仕え、斉の興隆期を支え、薛（現在の山東省棗荘市滕州市）に封じられた。
彼は多くの側室を持っており、子供が40人あまりもいた。側室のひとりに身分が低い女性がいた。その女性は5月5日に男児を出産した。当時の風習として、当日に生まれた嬰児は後年に親を殺害する迷信があった。そのため、田嬰はこの嬰児を殺害するように命じた。だが、この女性は密かに嬰児を養った。
この嬰児は文と名付けられ、後の孟嘗君（田文）で、成人後に父との問答でその器量を認められた。田嬰が臨終間際になったときに、自分の後継者と定められた。

## 脚註
1. ↑  『史記索隠』が引く『竹書紀年』では、桓公（威王の父）の末子と記されている。宮城谷昌光の『孟嘗君』（講談社）も『竹書紀年』魏紀を参照にしている。